# Мания (сингъл)
Мания е пети сингъл на българския поп-рок дует Дони и Момчил, издаден през 1999 година.

## Изпълнители
- Добрин Векилов – вокал, музика и текст
- Момчил Колев – аранжимент, пиано
- Димитър Кърнев – китара

## Песни
Сингъла съдъжа само една песен:
1. Мания